# Аэропа
Аэропа (др.-греч. Ἀερόπη) — в древнегреческой мифологии дочь критского царя Катрея. Отец застал её с рабом на ложе и поручил Навплию утопить её в море. По версии, по просьбе Катрея была отдана Навплию, чтобы он её продал, и выдана замуж за царя Микен Плисфена. По другой версии, жена царя Микен Атрея, мать Агамемнона и Менелая.
Вступила в любовную связь с Фиестом и передала ему золотого ягнёнка, обладатель которого имел право на царскую власть. Когда Атрей вернул власть, он отомстил Аэропе (как именно, свидетельств не сохранилось).
Действующее лицо трагедии Еврипида «Критянки», Агафона и Каркина Младшего «Аэропа».